# Comolia microphylla
Comolia microphylla är en tvåhjärtbladig växtart som beskrevs av George Bentham. Comolia microphylla ingår i släktet Comolia och familjen Melastomataceae. Inga underarter finns listade i Catalogue of Life.